# Benjamin Clementine
Benjamin Sainte-Clémentine (pronúncia: /ˈbɛndʒəmɪn ˈsən ˈkləməntɪn/; nascido em 7 de dezembro de 1988) é um artista inglês, poeta, compositor e nasceu em Londres na Inglaterra.
Benjamin cresceu no Norte de Londres e viveu um período na França, antes de retornar a Inglaterra. Ao mudar-se para a capital francesa viveu como um adolescente sem-teto. Seus pequenos shows em bares ajudaram-no a se tornar uma figura importante no cenário musical e artístico. Depois de sua mudança de volta para Londres fez sua estreia na TV, na BBC, no programa Later de Jools Hooland, em 2013. A maior parte dos críticos têm honrado Benjamin, citando-o e descrevendo-o como um homem de rara inteligência, um excelente pianista, com profunda musicalidade e com carisma no palco. No entanto, encontraram dificuldades para adequar sua música em um único gênero específico, muitas vezes situava-se além da categoria especificada. Ainda sim, seu alcance vocal, capacidade e dicção tem sido comparada com a de Nina Simone, Antony Hegarty e seu estilo intenso de cantar com o de Edith Piaf.
As composições de Benjamin Clementine são musicalmente vigorosas e sintonizam problemas da vida misturadas com uma revolta poética tomada de amor e melancolia, com um liricismo sofisticado, gírias, gritos, e a declamação de versos rimados ou monológos em prosa. Benjamin deixou de se apresentar em enormes concertos passando a realizar apresentações com músicas orquestradas e trechos declamados, rompendo com uma estrutura musical tradicional para inventar um modo próprio de se apresentar com drama e inovação. Usualmente, toca em um palco preto ou cinza escuro,  usando um casaco de lã, sem camisa por baixo e de pés descalços.